# Maleise grijsborstspinnenjager
De Maleise grijsborstspinnenjager (Arachnothera modesta) is een zangvogel uit de familie van de honingzuigers.

## Taxonomie
Dit taxon werd in 1839 geldig beschreven door de Bitse natuuronderzoeker  Thomas Campbell Eyton. De soort werd later ook wel gezien als een ondersoort van de Javaanse grijsborstspinnenjager (A. affinis). 

## Kenmerken
De vogel is 17 tot 18 cm lang en weegt 20,5 tot 24,9 gram. De vogel is van boven olijfgroen met een gouden glans. De staart is groen gekleurd. De vogel is grijs op de borst met verticale streepjes. Het oog (iris) is net als de snavel donkerbruin en is vrij lang en naar beneden gebogen. De ondersoort A. m. caena is bleker, heeft minder streepjes op de borst en is gele op de borst en buik.

## Verspreiding en leefgebied
- A. m. caena (Z-Myanmar en ZW-Thailand)
- A. m. modesta ( Malakka en Borneo)
- A. m. concolor (Sumatra)

Het leefgebied bestaat uit verschillende typen bos, zowel ongerept regenwoud met Dipterocarpaceae, als moerasbos, secundair bos, bosranden, gebieden langs kusten met struikgewas en plantages met banaan en kokospalm. De vogel komt voor op zeeniveau tot op 1200 m in heuvelland.

## Status
De grootte van de populatie is niet is gekwantificeerd, maar waarschijnlijk gaan de aantallen achteruit. Echter, het tempo ligt onder de 30% in tien jaar (minder dan 3,5% per jaar). Om deze redenen staat de Maleise grijsborstspinnenjager als niet bedreigd op de Rode Lijst van de IUCN.